# Eviota dorsogilva
Eviota dorsogilva, tên thông thường là creamback dwarfgoby, là một loài cá biển thuộc chi Eviota trong họ Cá bống trắng. Loài này được mô tả lần đầu tiên vào năm 2011.

## Từ nguyên
Từ dorsogilva trong danh pháp của E. dorsogilva được ghép từ 2 âm tiết theo tiếng Latinh: dorsum ("vùng lưng") và gilvus ("màu vàng nhạt"), ám chỉ dải màu vàng nhạt ở vùng lưng, phía trên đường bên của loài cá này.

## Phạm vi phân bố và môi trường sống
E. dorsogilva hiện chỉ được biết đến ở vùng biển phía bắc của đảo Viti Levu (Fiji). Loài cá này có thể có phạm vi phân bố rộng hơn so với ghi chép hiện có, nhưng sự nhầm lẫn trong phân loại với phức hợp loài Eviota nigriventris khiến phạm vi của E. dorsogilva chưa được nghiên cứu sâu hơn. Mẫu vật của E. dorsogilva được thu thập gần các rạn san hô ở độ sâu khoảng từ 5 đến 21 m.

## Mô tả
Chiều dài cơ thể tối đa được ghi nhận ở E. dorsogilva là 1,3 cm. Màu xám đen bao phủ toàn bộ phần thân dưới, từ phía sau mắt trải dài đến gốc vây đuôi, ngoại trừ vùng dưới đầu và bụng là màu trắng. Gáy và lưng được phủ một dải màu vàng kem. Hai bên đầu và mõm có màu sẫm đến đen. Phía trước hàm trên và hàm dưới màu đỏ sẫm. Vây lưng và vây đuôi có màu hơi đỏ; nửa dưới vây đuôi sẫm màu. Vây hậu môn màu đen. Vây ngực trong suốt, vây bụng màu trắng. Đồng tử màu đen, mống mắt có chút màu đỏ. Một sọc màu bạc băng ngang qua mắt.
Số gai ở vây lưng: 7; Số tia vây ở vây lưng: 9 - 10; Số gai ở vây hậu môn: 1; Số tia vây ở vây hậu môn: 8 - 9; Số tia vây ở vây ngực: 16 - 17.